# 快樂的出帆
《快樂的出帆》，或作，是一首知名的臺語歌曲，由日本音樂家豐田一雄作曲、臺灣陳坤嶽（筆名蜚聲）作詞，問世於1958年。原曲是吉川静夫作詞的日文歌曲《初めての出航》（第一次出航）。
原本這是吉川寫的一首小詩，豐田一雄因為欣賞而譜曲，交由曾根史郎演唱，立刻爆紅。臺灣文人陳坤嶽（筆名蜚聲）以臺灣閩南語填詞，其中有一句，陳坤嶽打算以「海鷗」二字翻譯，卻覺得太不順，最後直接不翻譯，填為「かもめ、かもめ、かもめ嘛飛來」（卡膜咩、卡膜咩、卡膜咩嘛飛來），卻因此成為臺灣人最耳熟能詳的歌詞。陳坤嶽交由他十歲的堂姪女陳芬蘭演唱，也立刻名噪臺灣。
由於這首混血歌曲曲調輕快，洋溢青春活力，加上充滿希望的歌詞，唱出了臺灣有朝氣的海洋性格，可謂相當討喜、廣受歡迎，許多女歌手皆有翻唱；選舉時候選人的造勢場合，或是穿梭大街小巷的宣傳車，也會時不時耳聞這首經典之作。
佛教歌曲《快乐的聚会》是该歌曲的改编版。

## 外部連結
- YouTube上的陳芬蘭版本
- YouTube上的蔡幸娟版本